# Datenbank der Kulturgüter in der Region Trier
Die Datenbank der Kulturgüter in der Region Trier ist eine öffentlich zugängliche, nichtkommerzielle Datenbank von Kulturgütern in der Region Trier, dem ehemaligen Regierungsbezirk Trier in Rheinland-Pfalz.
Die Datenbank existiert seit 1992 und steht seit 1998 im Internet. Sie enthält Kulturobjekte der Stadt Trier und der Landkreise Bernkastel-Wittlich, Trier-Saarburg, Vulkaneifel sowie des Eifelkreises Bitburg-Prüm.
Derzeit umfasst die Datenbank zum Mitmachen 42.331 Datensätze mit mehr als 29.000 Bildern (Stand Dezember 2019).
Sie ist wohl das umfangreichste derartige Online-Verzeichnis in Rheinland-Pfalz.
Häufige Inhalte sind beispielsweise römische Denkmäler, vorgeschichtliche Menhire, ehemalige Synagogen und jüdische Friedhöfe, Fachwerkbauten, mittelalterliche Kirchen, Schlösser, Burgruinen, Naturdenkmäler – insbesondere Bäume und Wasserfälle –, Eisenbahnbrücken, Eisenbahntunnels und Dampflokdenkmäler oder Westwallbunker.
Die Datenbank ist nach zahlreichen Kriterien durchsuchbar und in viele Kategorien unterteilt.
Alle Objekte können geografisch angezeigt werden in verschiedenen Kartensystemen: 
als Ziel in Google Maps, 
auf einer topographischen Karte,
auf einem Luftbild,
auf der Preußischen Kartenaufnahme (1843–1873), 
auf der Kartenaufnahme der Rheinlande (1803–1820) oder mit weiteren Kartendiensten.
Eine Kopie der Datenbank wird im Langzeitarchiv der Bayerischen Staatsbibliothek verwahrt.
2018 war die Kultur-Datenbank Preisträger beim Ideenwettbewerb Ehrenamt 4.0 – Internet, soziale Netzwerke, digital tools – wie digital ist das Ehrenamt in Rheinland-Pfalz?
Das Projekt wird vom Freilichtmuseum Roscheider Hof (Konz) unterstützt, ferner von der Hochschule Trier, Fachbereich Wirtschaft und Rechenzentrum oder von der NETGIS, Gesellschaft für Geoinformation und Umweltplanung, Trier.